# Lilongwe
Lilongwe je glavni grad države Malavi. Prema cenzusu iz 2021. godine u gradu je nastanjeno 1 090 534 stanovnika.
Počeo je kao selo na obali rijeke Lilongwe. U prvoj polovici 20. stoljeća postaje britanski kolonijalni centar. Godine 1974. postaje drugi najveći grad Malavije te kao glavni grad zamjenjuje grad Zombo. Ekonomski centar je pak grad Blantire.
Lilongwe je prilično siguran grad. Ima značajnu populaciju Europljana i u njemu djeluju mnoge međunarodne organizacije. Usprkos tome u Lilongweu živi visok udio nezaposlenog i siromašnog stanovništva. Procjenjuje se da je 20 % stanovništva pozitivno na HIV.
Za kišnog doba između listopada i travnja Lilongwe je blatnjav i vlažan. U ostalim mjesecima je topao, suh i prašnjav. Lipanj i srpanj su posebno hladni i vjetroviti.